# 格賴姆斯蘭鎮區 (北卡羅萊納州皮特縣)
格賴姆斯蘭鎮區（英語：Grimesland Township）是位於美國北卡羅萊納州皮特縣的一個鎮區。

## 地方資料
格賴姆斯蘭鎮區的面積為117.84平方千米，皆為陸地。根據2020年美國人口普查的數據，當地共有人口14176人，而人口密度為每平方千米120.3人。